# Algorisme per trobar el dia de la setmana
D'algorisme per trobar el dia de la setmana d'una data concreta, passada o futura, n'hi ha diverses variants que arriben al mateix resultat utilitzant diferents regles. Els passos de l'algorisme requereixen un conjunt de nombres clau per al mes, el dia i el segle que es determinen amb unes taules. O bé es converteix l'algorisme en un programa informàtic.
L'algorisme anomenat Doomsday és un dels que permeten calcular mentalment el dia de la setmana i es basa en el fet que el 4 d'abril (4 /4), el 6 de juny (6/6), el 8 d'agost (8/8), el 10 d'octubre (10/10), el 12 de desembre (12/12) i el 28 o 29 de febrer de cada any cauen tots en el mateix dia de la setmana. Utilitza una regla mnemotècnica per als altres mesos (Jo treballo 5-9 del 7/11)
L'algorisme que a continuació es presenta opera des de 1700 a 2099 i dins del calendari gregorià.

## Bases d'aquest algorisme
- Posar els nombres de 0 a 6 per cadascun dels 7 dies de la setmana i així es podrà usar el mòdul aritmètic 7 per sumar al nombre de dies passats des del començament del període considerat.
- Buscar o calcular usant una regla coneguda el dia de la setmana amb el qual començava el període any 0 del segle.
- Fer les mateixes operacions pel dia del mes donat del període d'inici.
- Sumar el dia del mes, altrament dit: dies passats des que el mes ha començat.
- Usar per això el mòdul aritmètic 7 ignorant els múltiples de 7 durant els càlculs Això significa que si agafem diumenge com dia 0 aleshores 7 dies després (per exemple dia 7) també serà diumenge i el dia 18 serà el mateix que el dia 4 (dijous), ja que passa 4 dies després de diumenge.

## Exemple d'un algorisme vàlid de 1700 a 2100
Passos de l'algorisme
- primer: El número format pels dos últims dígits de l'any (Per exemple per la data de 30 de novembre del 2005 serà 05)

El número del punt anterior, dividir-lo per 4, ignorant la part fraccional (5/4=1,25 =1), a continuació buscar la clau corresponent al mes de la data, el número del dia del mes i la clau corresponent al segle de l'any. (en l'exemple, 3,30,6)
- segon: Sumar els 5 nombres del pas primer (5+1+3+30+6=45)
- tercer: Divisió de la suma del pas segon entre 7 i anotar el residu (45/7=6 i residu de la divisió 3)
- quart: cercar en la taula de dies de la setmana el corresponent al resultat del pas tercer (en l'exemple seria 3=dimecres)

### Taula de segles
1700-1799 4
1800-1899 2
1900-1999 0
2000-2099 6

### Taula de mesos
gener 0 (en any de traspàs 6)
febrer 3 (en any de traspàs 2)
març 3 agost 2
abril 6 setembre 5
maig 1 octubre 0
juny 4 novembre 3
juliol 6 desembre 5

### Taula de dies
Diumenge 0
Dilluns 1
Dimarts 2
Dimecres 3
Dijous 4
Divendres 5
Dissabte 6